# Der Dichter und die Muse
Der Dichter und die Muse (russisch Поэт и муза Poet i musa) ist eine Erzählung der russischen Schriftstellerin Tatjana Tolstaja, die 1986 im Heft 12 der sowjetischen Literaturzeitschrift Nowy Mir erschien.
Wenn einer ein richtiger Künstler ist, dann lässt er sich weder von der Gattin noch von der Gesellschaft erziehen.

## Inhalt
Bei der 35-jährigen Ärztin Nina, die Tatjana Tolstaja dem Leser als schöne und vor allem ganz normale Frau präsentiert, ist alles im Lot – bis auf eine Kleinigkeit. Die Geschiedene braucht einen Mann. Der Kollege Arkadi Borissytsch ist nicht der Richtige. Dieser Dermatologe, der außer Nina noch zwei Frauen hat, ist ein Angsthase. Er fürchtet ansteckende Krankheiten. Nina hat Glück. Während der nächsten Grippe-Epidemie verliebt sie sich in den darniederliegenden und sodann genesenden Grischa, einen Dichter und Hausmeister mit blauen Augen und dünnem Bart.
Grischa erweist sich als „weicher Mensch“, der „nichts als Dummheiten im Kopf“ hat. Sein erster Gedichtband wird nie verlegt. Der gestrenge Lektor Genosse Makuschkin ist gegen diese „üppige Schaffenstorte“, selbst nachdem sich Nina für den Poeten tüchtig ins Zeug gelegt hat. Der eigensinnige Grischa zerschneidet das schier ungenießbare Kunstwerk nicht in bekömmlichere Häppchen. Nina bugsiert den Dichter in den Ehehafen und bestimmt: „Untersteh dich, so was zu dichten!“ Nach zwei Ehejahren sieht der nun behütete Grischa, dessen früheres ausschweifendes Leben inmitten fragwürdiger Existenzen von Gattin Nina zielsicher in ruhig-geordnete Bahnen gelenkt wurde, sein Lebensende nahen. Vor dem Sterben hat er eine glänzende Idee. Sein Skelett vermacht er der Akademie der Wissenschaften zum Honorar von sechzig Rubeln und fünfundzwanzig Kopeken. Darob ist Nina zunächst entsetzt, beruhigt sich aber schließlich wieder, als Grischa nach seinem Ableben – zumindest tags – in der Akademie unter gesitteten, gesprächigen Leuten ist. Zum Schluss ist die doppelte Witwe sogar froh gestimmt, denn sie kann zu Hause wieder ganz nach eigenem Gutdünken schalten und walten.

## Form
Obwohl der Titel einen gleichberechtigten Grischa erwarten lässt, schwenkt der Erzählerkommentar mehr in Ninas Richtung: Die Mitglieder der verludert-verlotterten Gesellschaft, aus der die Ärztin den Poeten „befreit“, kommen schlecht weg. Ein Maler, den Grischa mit „leuchtenden Augen zärtlich verehrt“, ist ein „wildgewordener Schmierfink“. Grischa ist vor der Ehe mit Nina bereit, „jeden unhygienischen Strolch zu beherbergen“.
Der Leser wird jedenfalls erheitert. Grischas Verse sind „vielschichtig... wie teure vorbestellte Torten... triumphale Baisertürme,... mit fetter Sprachkrem gefüllt...“.

## Deutschsprachige Ausgaben
- Tatjana Tolstaja: Der Dichter und die Muse, S. 99–114 in: Rendezvous mit einem Vogel. Erzählungen. Aus dem Russischen von Ilse Tschörtner (enthält noch Liebe Schura. Peters. Schlaf ruhig, mein Söhnchen. Der Fluß Okkerwil. Sonja. „Saßen auf goldenem Treppchen im Hofe...“. Der Fakir. Feuer und Staub). Volk und Welt, Berlin 1989 (Reihe Spektrum Bd. 253). 172 Seiten, ISBN 3-353-00504-8